# سيبيان
Sybian هو جهاز استمناء مصمم أساسا لاستخدامه من قبل النساء. وهو يتألف من مقعد يشبه السرج والذي يحتوي على محرك كهربائي، وصندوق تروس لخفض السرعات، وهي تتصل آلياً بماسورة تبرز من ثقب من أعلى المركز والتي تعمل على تحريك القضيب. يمكن أن تضاف ملحقات مختلفة للقضيب والتي تهتز وتدور لتحفيز البظر.

## التطوير

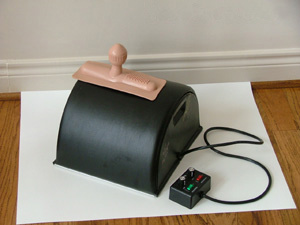
الجهاز مع ملحقاته

وفقا لمخترعه ديف لامبرت، فقد ولدت فكرة الجهاز لأول مرة في عقد السبعينات ولكن لم تبدأ تطوير الفكرة قبل عام 1983. حيث تم بناء نموذج أولي في عام 1985 من الصفائح المعدنية التي تم تركيبها على إطار خشبي مع هزاز يبرز من خلال فتحة داخلها. وقد أصبح النموذج الثاني أساسا لإنتاج النماذج الحالية.

## مواصفات
يبلغ وزن الجهاز (10 كجم)، وبطول يبلغ (33.7 سم) بعرض يبلغ (31.8 سم) وارتفاع يبلغ (21.6 سم) باستثناء المرفق المطاطي والبالغ (5.1 سم) مع سلك الطاقة والبالغ طوله (2.4 متر).